# Poloneto de hidrogênio
Poloneto de hidrogênio (também chamado de hidreto de polônio ou polano) é um composto químico com a fórmula H2Po. É um composto mais covalente que a maioria dos hidretos metálicos porque o polônio é mais como um não metal. É um intermediário com um haleto de hidrogênio como o cloreto de hidrogênio e um hidreto metálico como o estanano.

## Propriedades
Tem propriedades similares aquelas do telureto de hidrogênio e seleneto de hidrogênio, outros hidretos fronteiriços. Não é estável à temperatura ambiente e deve ser estocado em temperaturas de congelamento para prevenir reversão ao polônio e hidrogênio elementares.
É difícil trabalhar com este composto devido a extrema radioatividade do polônio e seus compostos e estes tem sido preparados comente em quantidades muito pequenas e diluídas. Como resultado suas propriedades físicas são pouco conhecidas.
Apresenta comportamento ácido se dissolvido em água, formando uma solução de ácido polonîdrico, embora este experimento seja quase impossível de ser realizado por causa da instabilidade do composto e da radioatividade de polônio.